# Stanulus seychellensis
Stanulus seychellensis es una especie de pez de la familia Blenniidae en el orden de los Perciformes.

## Morfología
• Los machos pueden llegar alcanzar los 4 cm de longitud total.

## Reproducción
Es ovíparo.

## Hábitat
Es un pez de mar y de clima tropical y asociado a los  arrecifes de coral.

## Distribución geográfica
Se encuentra desde las Seychelles, Mauricio y Reunión hasta las Tuamotu, el sur de Taiwán y el sur de la Gran Barrera de Coral.